# 보스턴 레즈 (1890년)
보스턴 레즈(Boston Reds)는 1890년 플레이어스 리그에, 1891년에 아메리칸 어소시에이션에 속했던 19세기의 메이저 리그 야구 팀으로, 매사추세츠주 보스턴을 연고지로 했다.